# 1262

## Události
- Oldřich I. z Hradce se stal královským podkomořím
- Bylo založeno město Vysoké Mýto
- Dostavěn hrad Choustník

## Narození
- Klemencie Habsburská, dcera římského krále Rudolfa I. († po 7. únoru 1293)
- Ladislav IV. Kumán, uherský a chorvatský král († 10. července 1290)

## Úmrtí
- 4. června – Vok I. z Rožmberka, český šlechtic, hejtman ve Štýrsku a Horních Rakousích a nejvyšší maršálek Českého království (* ?)
- ? – Kristýna Norská, norská princezna provdaná do Kastílie (* 1234)
- ? – Altheides, řecký filozof (* 1193)
- ? – Sibyla z Křižanova, česká šlechtična (* ?)

## Hlava státu
- České království – Přemysl Otakar II.
- Svatá říše římská – Richard Cornwallský – Alfons X. Kastilský
- Papež – Urban IV.
- Anglické království – Jindřich III. Plantagenet
- Francouzské království – Ludvík IX.
- Dánsko – Erik V. Dánský
- Švédsko – Valdemar I. Švédský
- Norsko – Hakon IV.
- Polské knížectví – Boleslav V. Stydlivý
- Rusko – Alexandr Něvský
- Uherské království – Béla IV.
- Aragonské království – Jakub I. Dobyvatel
- Kastilie – Alfons X. Kastilský
- Portugalské království – Alfons III.
- Byzantská říše – Michael VIII. Palaiologos